# Хамед Дахан
Хамед Дахан (араб. حامد دحان, нар. ? — пом. 13 липня 2020, Сіді-Касем) — марокканський футболіст, що грав на позиції півзахисника.

## Кар'єра
Виступав за клуб «Уніон Сіді-Касем». У складі національної збірної Марокко був учасником чемпіонату світу 1970 року у Мексиці, де Марокко посіло останнє місце в групі, а Дахан був запасним гравцем і на поле не виходив.
Помер 13 липня 2020 року у місті Сіді-Касем у віці 76 років.